# Síntesis de Stollé
La síntesis de Stollé es un método de síntesis orgánica para producir oxoindoles a partir de anilinas y cloruros de ácidos α-halocarboxílicos (o cloruro de oxalilo).

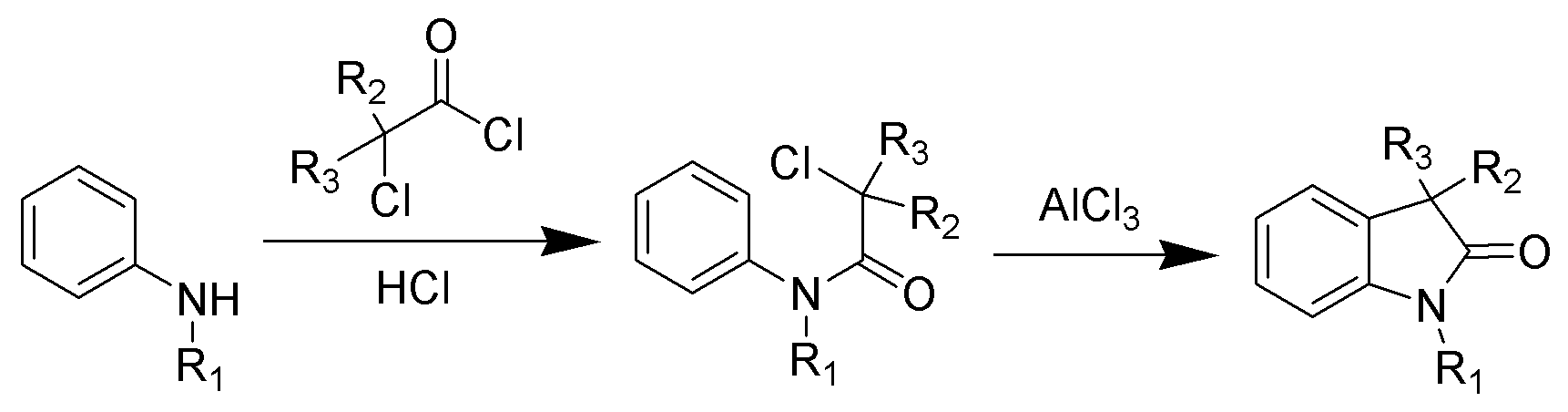
Diagrama de la síntesis de Stollé.

El primer paso es el ataque del nitrógeno de la anilina al carbonilo de cloruro de ácido. El segundo paso es una reacción de Friedel-Crafts. Se ha desarrollado un procedimiento mejorado.